# Pierre Alphonse Martin Lavallée
Pierre Alphonse Martin Lavallée ( 1836, París - 3 de mayo de 1884 , Jardín Segrez de París) fue un dendrólogo francés.
Su padre, Alphonse Martin Lavallée, fundador de la École Centrale, comprando en 1856, una casa de campo cerca de París, el Segrez; constituyendo allí un Arboretum que fue famoso en su época en Europa.

## Obra
- 1880–1885. Arboretum segrezianum. J.-B. Baillière et fils, Paris, 370 pp. Reeditó BiblioBazaar, 2009, 372 pp. ISBN 110301756X, ISBN 978-1103017560

- 1884. Les Clématites à grandes fleurs. 84 pp. 22 pl.

- 1877. Enumération des arbres et arbrisseaux. 319 pp.

- 1880—1885. Icones selectae arborum et fruticum. 124 pp. 36 pl.

## Honores

### Epónimos
François Hérincq (1820–1891) lo honró en la especie norteamericana del género Crataegus: Crataegus lavalleei; y Linden en: Schismatoglottis lavalleei Linden de la familia Araceae.
- La abreviatura «Lavallée» se emplea para indicar a Pierre Alphonse Martin Lavallée como autoridad en la descripción y clasificación científica de los vegetales.[2]

En épocas anteriores se usaron las abreviaturas: "Lav." y "Lavall.".